# Fantasy-Jahr 1937
Übersicht

◄ | 1933 | 1934 | 1935 | 1936 | Fantasy-Jahr 1937 | 1938 | 1939 | 1940 | 1941 | ► | ►►

Weitere Ereignisse

## Neuerscheinungen Literatur
| Deutscher Titel | Deutschsprachiges Erscheinungsjahr | Originaltitel                      | Autor            | Anmerkungen |
| --------------- | ---------------------------------- | ---------------------------------- | ---------------- | ----------- |
| Der Hobbit      | 1957                               | The Hobbit or There and Back Again | J. R. R. Tolkien |             |

## Neuerscheinungen Filme
| Deutscher Titel                      | Deutschsprachiges Erscheinungsjahr | Originaltitel                   | Regie                             | Anmerkungen |
| ------------------------------------ | ---------------------------------- | ------------------------------- | --------------------------------- | ----------- |
| In den Fesseln von Shangri-La        | 1950                               | Lost Horizon                    | Frank Capra                       |             |
| Schneewittchen und die sieben Zwerge | 1950                               | Snow White and the Seven Dwarfs | David Hand                        |             |
| Die Sieben Raben                     | -                                  | -                               | Ferdinand Diehl                   |             |
| Topper – Das blonde Gespenst         | 1938                               | Topper                          | Norman Z. McLeod                  |             |
|                                      |                                    | King Solomon's Mines            | Robert Stevenson, Geoffrey Barkas |             |

## Geboren
- Roger Zelazny († 1995)
- Edward L. Ferman